# Afrikanskt tulpanträd
Afrikanskt tulpanträd (Spathodea campanulata) är en art i familjen katalpaväxter och den enda arten i släktet. Trädet förekommer naturligt i tropiska och subtropiska Afrika. Arten är ett vanligt prydnadsträd i varma länder och har även naturliserats på många håll. Det förekommer ofta planterat på Kanarieöarna. 
Afrikanskt tulpanträd är ett träd som kan bli 25 meter högt. Blommorna är stora, orange eller rödorange och klockformade med fransiga kanter. De växer i täta samlingar. Bladen är stora och parbladiga. Som unga är de bronsfärgade men äldre blad är mörkgröna. Frukterna är avlånga kapslar som är omkring 20 centimeter långa. Arten kan blomma hela året.
Barken kan användas mot hudsjukdomar och dysenteri. Avkok på bladen tros vara verksamt mot njuråkommor och könssjukdomar.

## Underarter
Tre underarter kan urskiljas:
- subsp. campanulata - har kala blad och fruktämnen. Fodret är sammetshårigt. Förekommer i Västafrikas låglandsskogar.

- subsp. nilotica - har tätt håriga blad och fruktämnen. Fodret är tätt sammetshårigt. Förekommer i centrala och östra Afrikas bergsskogar.

- subsp. congolana - har blad med strödda, krusiga hår. Fruktämnet och fodret är kala eller har krusiga hår.

## Synonymer
För vetenskapliga synonymer, se Wikispecies